# Tetragnatha micrura
Tetragnatha micrura là một loài nhện trong họ Tetragnathidae.
Loài này thuộc chi Tetragnatha. Tetragnatha micrura được miêu tả năm 1911 bởi Kulczynski.